# Adul Luekijna
Adul Luekijna (thailändisch พยงค์ ขุนเณร, * 10. März 1974) ist ein thailändischer Fußballtrainer.

## Karriere
Adul Luekijna stand die Saison 2018 bei Army United unter Vertrag. Der Verein aus der thailändischen Hauptstadt Bangkok spielte in der zweiten Liga, der Thai League 2.